# Кукујхаеле (Хаваји)
Кукујхаеле (енгл. Kukuihaele) насељено је место за статистичке потребе у америчкој савезној држави Хаваји. По попису становништва из 2010. у њему је живело 336 становника.

## Демографија
Према попису становништва из 2010. у граду је живело 336 становника, што је 19 (6,0%) становника више него 2000. године.
| Група             | 2000.      | 2010.       |
| Белци             | 67 (21,1%) | 102 (30,4%) |
| Афроамериканци    | 0 (0,0%)   | 0 (0,0%)    |
| Азијати           | 81 (25,6%) | 47 (14,0%)  |
| Хиспаноамериканци | 38 (12,0%) | 28 (8,3%)   |
| Укупно            | 317        | 336         |